# Seznam křesťanských denominací podle počtu členů
Toto je seznam křesťanských denominací podle počtu členů. Dělí se do tří velkých skupin: katolíci, protestanti a pravoslavní.

## Katolíci– 1,2 mld.
- římskokatolická církev – 1,131 mld.
  - latinského obřadu – 1,11 mld.
  - východních obřadů – 21,5 mil.
    - alexandrijského obřadu
      - Koptská katolická církev – 210 tisíc
      - Etiopská katolická církev – 230 tisíc

    - antiochijského obřadu
      - Maronitská katolická církev – 3,2 mil.
      - Syro-malankarská katolická církev – 445 tisíc (2015)
      - Syrská katolická církev – 161 tisíc

    - arménského obřadu - Arménská katolická církev - 566 tisíc (2015)
    - chaldejského obřadu
      - Syro-malabarská katolická církev – 4,121 mil. (2015)
      - Chaldejská katolická církev – 470 tisíc

    - byzantského obřadu
      - Ukrajinská řeckokatolická církev – 4,73 mil.
      - Melkitská řeckokatolická církev – 1,7 mil.
      - Rumunská řeckokatolická církev – 0,7 mil.
      - Maďarská řeckokatolická církev – 0,3 mil.
- Starokatolická církev – max.100 tisíc
- Katolické církve nezávislé na Římu – 9,3 mil.
  - Filipínská nezávislá církev – 6 mil.
  - Brazilská katolická apoštolská církev – 0,5 mil.
  - Americká katolická církev – 0,6 mil.
  - Mexická národní katolická církev – 0,5 mil.

## Protestanti– 776 mil.
- Historické protestantské církve – 407 mil.
  - Baptisté – 105 mil.
    - Jižní baptistická konvence (USA) – 16,3 mil.
    - Národní baptistická konvence (USA) – 8,5 mil.
    - Nigerijská baptistická konvence – 2,5 mil.
    - Baptisté v Indii – 2,3 mil.
    - Baptisté v Kongu – 1,8 mil.
    - Brazilští baptisté – 1,4 mil.
    - Myanmarská baptistická konvence – 1,1 mil.
    - Korejská baptistická konvence – 0,7 mil.
    - Baptisté v Keni – 0,6 mil.

  - Anglikáni – 92 mil.
    - Nigerijská církev – 18 mil.
    - Anglická církev – 17 mil.
    - Ugandská církev – 8,8 mil.
    - Jihoindická církev – 3,8 mil.
    - Tanzanská církev – 2,5 mil.
    - Jihoafrická anglikánská církev – 2,4 mil.
    - Episkopální církev v USA – 2,1 mil.
    - Kanadská anglikánská církev – 2 mil.

  - Metodisté – 75 mil.
    - Spojená metodistická církev – 12 mil.
    - Africká metodistická episkopální církev – 5 mil.

  - Reformované církve – 75 mil.
    - Kalvinisté
      - Švýcarská reformovaná církev – 2,4 mil.
      - Nizozemská protestantská církev – 2,3 mil.
      - Reformovaná křesťanská církev na Slovensku - necelých 0,1 mil.

    - Presbyteriáni
      - Presbyteriánská církev (USA) – 3 mil.

    - Kongregacionalisté
      - Spojená církev Kristova – 1,2 mil.

  - Luteráni – 70 mil.
    - Německá evangelická církev – 26,9 mil.
    - Švédská církev – 6,9 mil.
    - Evangelická luteránská církev v Americe – 4,8 mil.
    - Evangelická luteránská církev ve Finsku – 4,6 mil.
    - Dánská církev – 4,5 mil.
    - Etiopská evangelická církev Mekane Yesus – 4,5 mil.
    - Norská církev – 3,9 mil.
    - Protestantská křesťanská církev Batak – 3,8 mil.
    - Evangelická luteránská církev v Tanzanii – 3,5 mil.
    - Luteránská církev Malagasy – 3 mil.
    - Evangelická církev augsburského vyznání na Slovensku - 0,3 mil.

  - Anabaptisté – 4,5 mil.
    - Mennonité – 1,3 mil.
- Novodobé protestantské církve – 190 mil.
  - Letniční – 129 mil.
    - Shromáždění Boží (Assemblies of God) – 54,7 mil.
      - Shromáždění Boží v USA – 2,8 mil.

    - Novoapoštolská církev – 11 mil.
    - Mezinárodní hnutí víry – 10,9 mil.
    - Mezinárodní církev čtverého evangelia – 8 mil.
    - Letniční misie – 6,7 mil.
    - Apoštolská církev – 6 mil.
    - Církev Boží (Church of God in Christ) – 5,4 mil.
    - Církev Boží (Cleveland) – 5 mil.
    - Brazilská křesťanská kongregace – 2,5 mil.
    - Církev Pána (Aladura) – 2,5 mil.
    - Sionská křesťanská církev – 2,5 mil.

  - Nezávislí evangelikálové – 40 mil.
    - Církev Calvary Chapel – 25 mil.
    - Sbory Vinice – 15 mil.

  - Okrajové církve – 20 mil.
    - Adventisté sedmého dne – 21 mil.
    - Církev Kristova – 5 mil.
    - Učedníci Kristovi – 0,7 mil.

## Pravoslavní– 341 mil.
- hlavní církve
  - Ruská pravoslavná církev – 100 mil.
  - Rumunská pravoslavná církev – 18,8 mil.
  - Srbská pravoslavná církev – 15 mil.
  - Řecká pravoslavná církev – 11 mil.
  - Bulharská pravoslavná církev – 8,8 mil.
  - Gruzínská pravoslavná a apoštolská církev – 5 mil.
  - Konstantinopolská řecká pravoslavná církev – 3,5 mil.
  - Řecká pravoslavná církev antiochijská – 2,5 mil.
  - Řecká pravoslavná církev alexandrijská – 1,6 mil.
  - Americká pravoslavná církev – 1,2 mil.
  - Polská pravoslavná církev – 1 mil.
  - Albánská pravoslavná církev – 0,8 mil.
  - Kyperská pravoslavná církev – 0,5 mil.
- autonomní církve
  - Ukrajinská pravoslavná církev (Kyjevský patriarchát) – 31,2 mil.
  - Ukrajinská pravoslavná církev (Moskevský patriarchát) – 10,8 mil.
  - Moldavská pravoslavná církev – 2,5 mil.
  - Ruská pravoslavná církev v zahraničí – 1,2 mil.
  - Pravoslavná církev v českých zemích a na Slovensku – 73 tis.
- oddělené církve
  - Běloruská pravoslavná církev – 2,4 mil.
  - Makedonská pravoslavná církev – 2 mil.
  - Pravoslavná církev Řecka – 0,7 mil.
  - Ukrajinská autokefální pravoslavná církev (UAPC) – 5,6 mil.
  - Starověřící – 1,8 mil.
  - Genuine pravoslavná církev Řecka – 0,8 mil.
  - Ruská pravá pravoslavná církev – 0,8 mil.
- orientální pravoslavní
  - Koptská pravoslavná církev alexandrijská – 12-13 mil.
  - Arménská apoštolská církev – 5 mil.
  - Syrská pravoslavná církev  – 1,8 mil.
  - Arménská apoštolská církev Cilicie – 1,6 mil.
  - Indická pravoslavná církev – 2,5 mil.
  - Etiopská pravoslavná církev – 45 mil.
  - Eritrejská pravoslavná církev – 2,5 mil.
  - Jakobitská syrská pravoslavná církev ( v Indii) – 1,2 mil.

## Náboženské společnosti ovlivněné křesťanstvím – 52 mil.
Níže uvedené náboženské společnosti obvykle neuznávají některé nauky vyznávané shodně hlavními směry křesťanství, a proto se někdy nepočítají za křesťanské, třebaže jsou křesťanstvím ovlivněny a mnohé se ke křesťanství samy hlásí.
- Oneness Pentecostalism – 24 mil.
- Církev Ježíše Krista Svatých posledních dnů – 13,8 mil.
- Svědkové Jehovovi – 8,6 mil.
- Iglesia ni Cristo – 6 mil.
- Unitáři – 0,5 mil.
- Kristadelfiáni – 0,05 mil.